# Institut culturel Avataq
L’Institut culturel Avataq, créé en 1980, est un chef de file de la culture inuite du Nunavik et une référence pour la culture inuite au Canada et au-delà. Son but est de s'assurer que la culture inuite et son langage se perpétuent afin que les générations futures puissent bénéficier de la riche tradition héritée des ancêtres et transmise par les Aînés.
Son siège social est situé à Inukjuak et le bureau administratif est à Westmount.
Il reçoit son mandat de la Conférence des Aînés du Nunavik. Son conseil d’administration est formé de cinq membres inuits élus tous les deux ans. 
En 2018, un partenariat est annoncé avec le Musée des beaux-arts de Montréal en vue d'un déménagement dans des bâtiments du musée. L'objectif est de mettre en commun les compétences de chacun afin de favoriser la promotion de l'art inuit et de valoriser la collection du musée. L'entente vise également à offrir des activités éducatives pour les Inuits. 

## Délice boréal
Un projet mené par Avataq est la production de tisanes présentées sous le nom de Délice boréal. « Ainsi, les Inuits peuvent tirer profit des ressources de la flore régionale en commercialisant un produit hautement culturel ».

## Collection
L'Institut possède une collection de plus de trois cent mille objets patrimoniaux, constitués de documents, photographies, dossiers généalogiques, enregistrements sonores, œuvres d'art et objets ethnographiques.